# Джугелі Медея Миколаївна
Медея (Мзія) Миколаївна Джугелі (груз. მედეა (მზია) ნიკოლოზის ასული ჯუღელი, рос. Медея (Мзия) Николаевна Джугели, 1 серпня 1925, Кутаїсі — 8 січня 2016, Тбілісі) — радянська грузинська гімнастка, чемпіонка Олімпійських ігор 1952 (командна першість) і срібна призерка в командних вправах з предметами. Перша грузинка, яка стала олімпійською чемпіонкою. Заслужений майстер спорту СРСР (1952), заслужений тренер Грузинської РСР (1971), заслужений діяч фізичної культури та спорту Грузинської РСР (1973). Представляла «Динамо» (Тбілісі).
Чемпіонка СРСР 1946, 1947 і 1951—1955 років в опорних стрибках, чемпіонка СРСР 1953 у вправах на кільцях. Закінчила Грузинський інститут фізичної культури (1958). Нагороджена орденом «Знак Пошани» (1957). Член КПРС (1962).
Суддя міжнародної категорії. Тренер збірної Грузинської РСР (1962—1665), збірної СРСР (1965—1970), віце-президент Федерації спортивної гімнастики Грузії (1991—2005), від 2005 — почесний президент цієї федерації. Почесний громадянин Тбілісі (2002). Орден Вахтанга Горгасалі III та II ступенів. Володарка нагороди «Лицар спорту» Грузії (2012).
Померла у Тбілісі на 91-му році життя.